# مطار النفيضة الحمامات الدولي

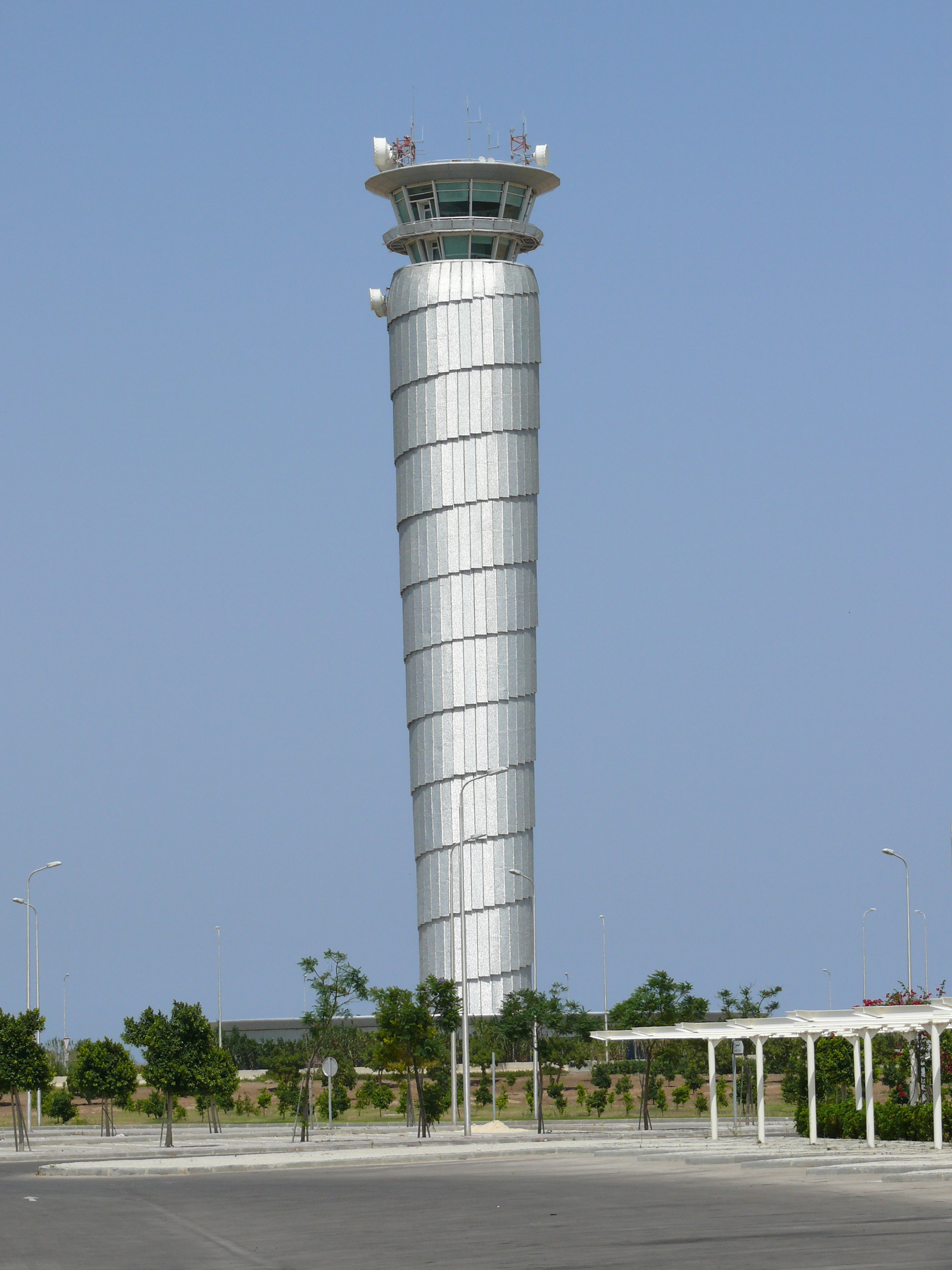
برج مراقبة مطار النفيضة الدولي، الأعلى في شمال إفريقيا.

مطار النفيضة الحمامات الدولي (بالفرنسية: Aéroport international d'Enfidha-Hammamet) هو مطار دولي تونسي يقع في مدينة النفيضة على الساحل التونسي. 
على بعد 40 كم جنوب شرق مدينة الحمامات.
يمتد المطار على مساحة 300 4 هكتار، وتمكن من تخفيض الضغط على مطاري تونس قرطاج الدولي والحبيب بورقيبة الدولي.

## المشروع
في مارس 2007، أقيمت عملية طلب العروض وفازت بها شركة مطارات تاف القابضة التركية، والتي تدير في نفس الوقت مطار الحبيب بورقيبة الدولي وذلك في إطار عقد تدير بمقتضاه هذه الشركة المطارين لمدة 40 سنة، باستثمار أولي قدره 400 مليون يورو ودفع قسط سنوي.

بسعة أولية تقدر ب000 000 7 مسافر في السنة، تمتد محطة المسافرين على 000 90 متر مربع. مستقبلا سيتم إيصال سعته إلى 000 000 22 مسافر بين 2020 و2022.

## الأشغال
بدأت الأشغال رسميا في 24 يوليو 2007. بهذه المناسبة تم الإعلان عن اسم المطار الذي يحمل اسم الرئيس زين العابدين بن علي. تم سحب هذا الاسم بعد الثورة التونسية في 2011 التي أطاحت بالرئيس ونظامه، فتحول إلى مطار النفيضة الحمامات الدولي.

## البنية التحتية
يتكون المطار من 32 موقف طائرات. مساحة الحركة والسير تمتد على 000 72 متر مربع محيطة بالمطار، يمكنها من استغلال 18 جسر محمول رابط بين الطائرة وقاعة الانتظار. منطقة الحركة والسير الأخرى مساحتها 000 57 متر مربع يمكنها استيعاب 14 طائرة أخرى. كل هذا بإشراف برج المراقبة الذي يبلغ طوله 85 متر.

خارج المطار يوجد موقف سيارات بسعة 102 حافلة و 086 1 سيارة و 11 حافلة صغيرة و 52 تاكسي.

## الاستغلال
بدأ استغلال المطار في 31 أكتوبر 2009 وافتتح في 1 ديسمبر 2009 بينما تم تجربة أول رحلة تهبط على أرض المطار في 4 ديسمبر 2009. تم بعد ذلك تأخير افتتاحه حتى أبريل 2010 بسبب عدم تقديم اتحاد النقل الجوي الدولي ترخيص رسمي له.

يعمل المطار أساسا لأهداف سياحية لخدمة مدينتي الحمامات وسوسة وخاصة منتجعيهما (ياسمين الحمامات ومرسى القنطاوي).

## المسافرين
| 2010                                  | 500,000     |
| 2011                                  | ▲ 1,500,000 |
| 2012                                  | ▲ 2,100,000 |
| 2013                                  | ▲ 2,300,000 |
| 2014                                  | ▲ 3,300,000 |
| 2015                                  | ▼ 900,000   |
| 2016                                  | ▼ 800,000   |
| المصدر: مطار النفيضة الحمامات الدولي. |             |

## شركات الطيران
ابتداءاً من فبراير 2017
| شركات الطيران   | الوجهات              |
| --------------- | -------------------- |
| الخطوط التونسية | فرانكفورت، دوسلدورف، |

## صور للمطار

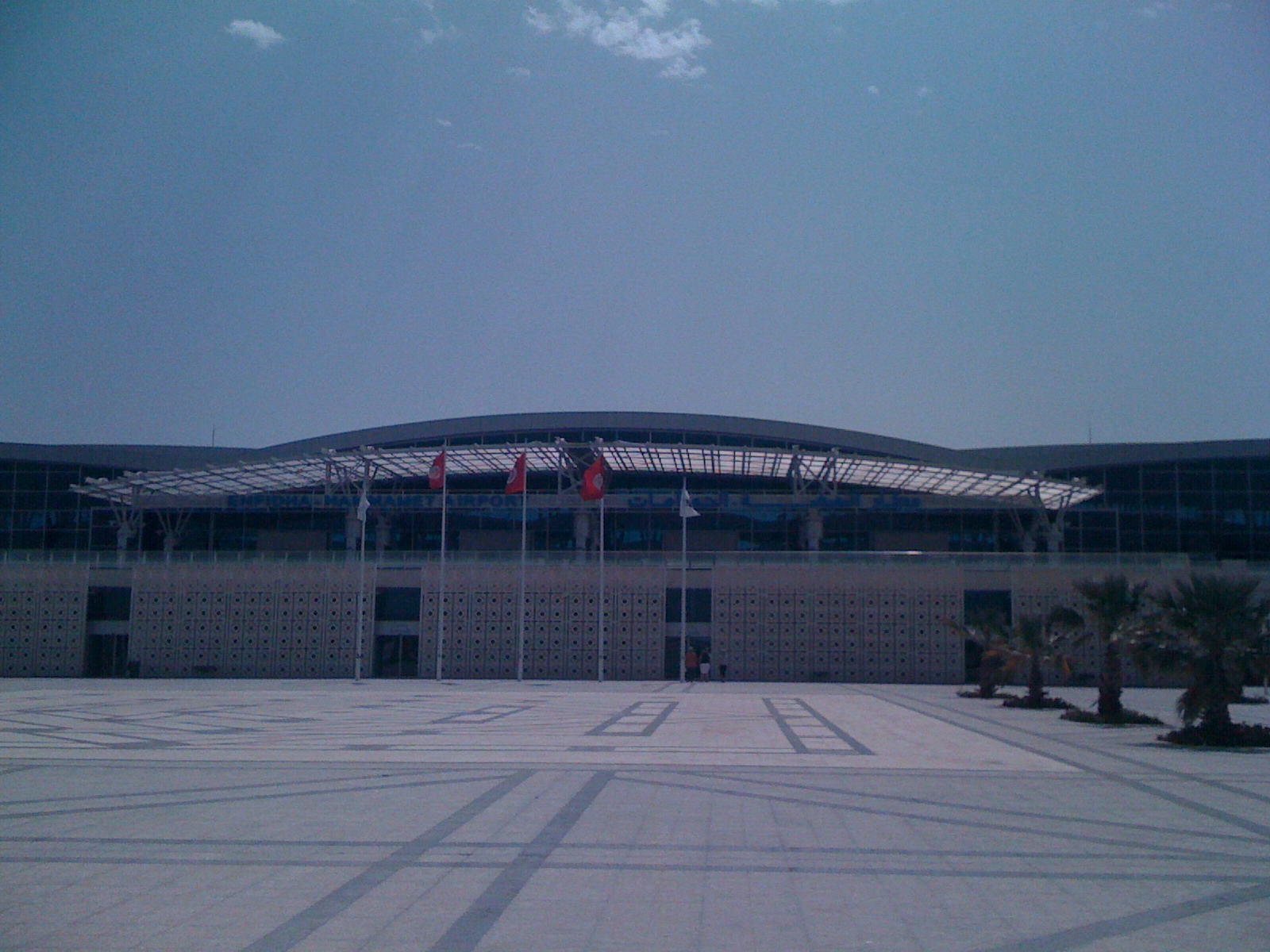
واجهة الدخول لمطار النفيضة
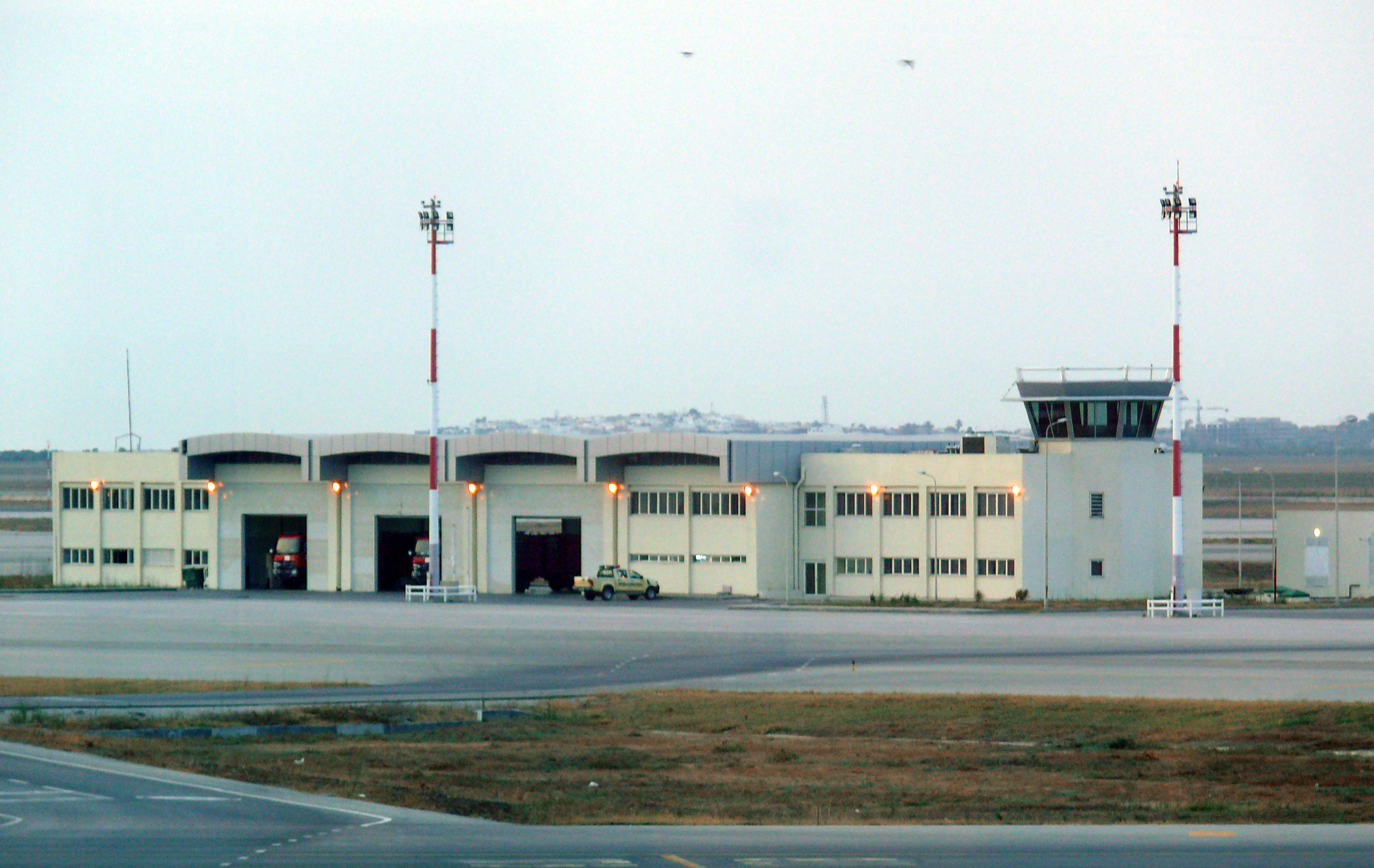
مركز الحماية المدنية و الحوادث
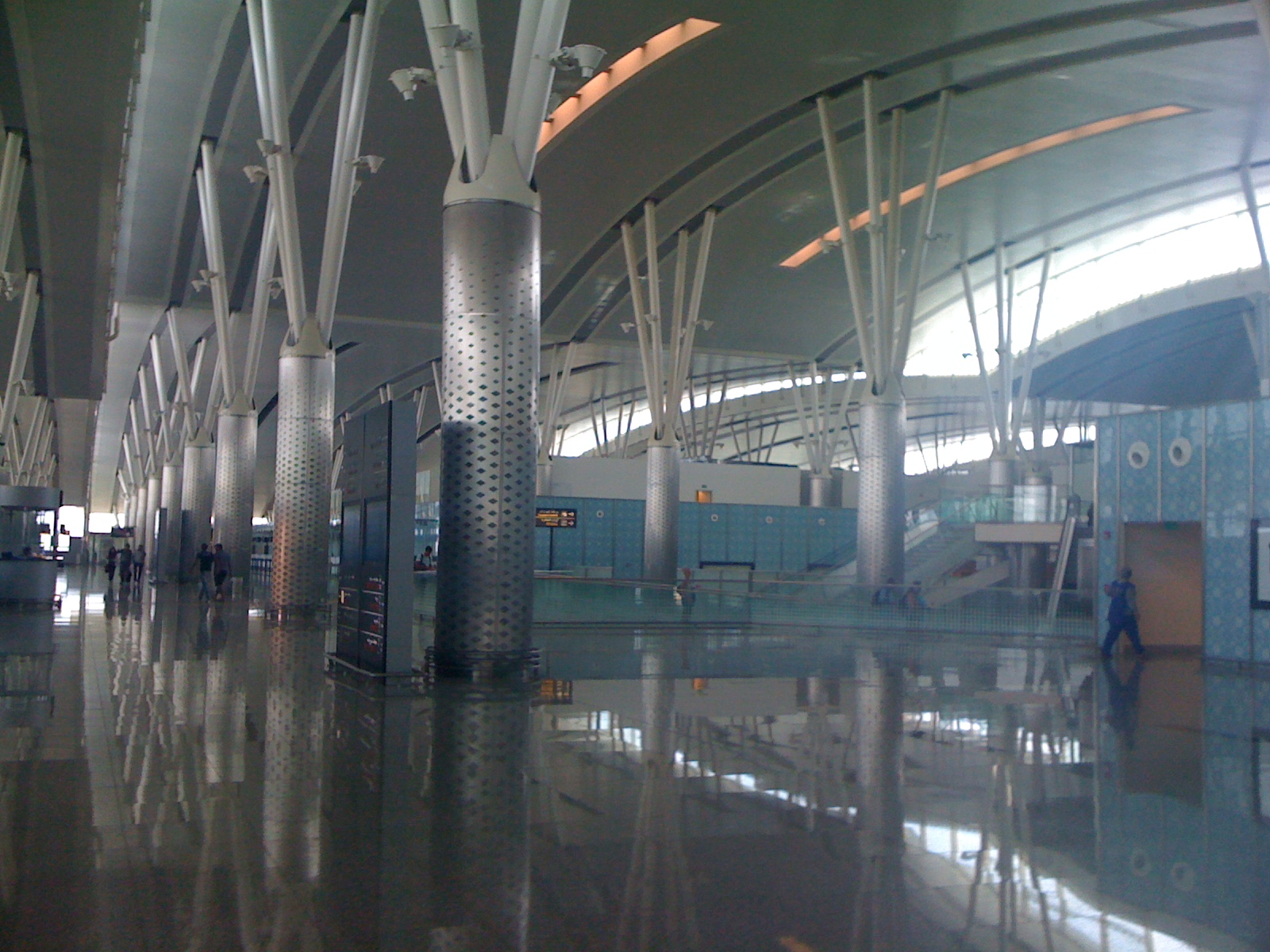
صورة داخلية للمطار
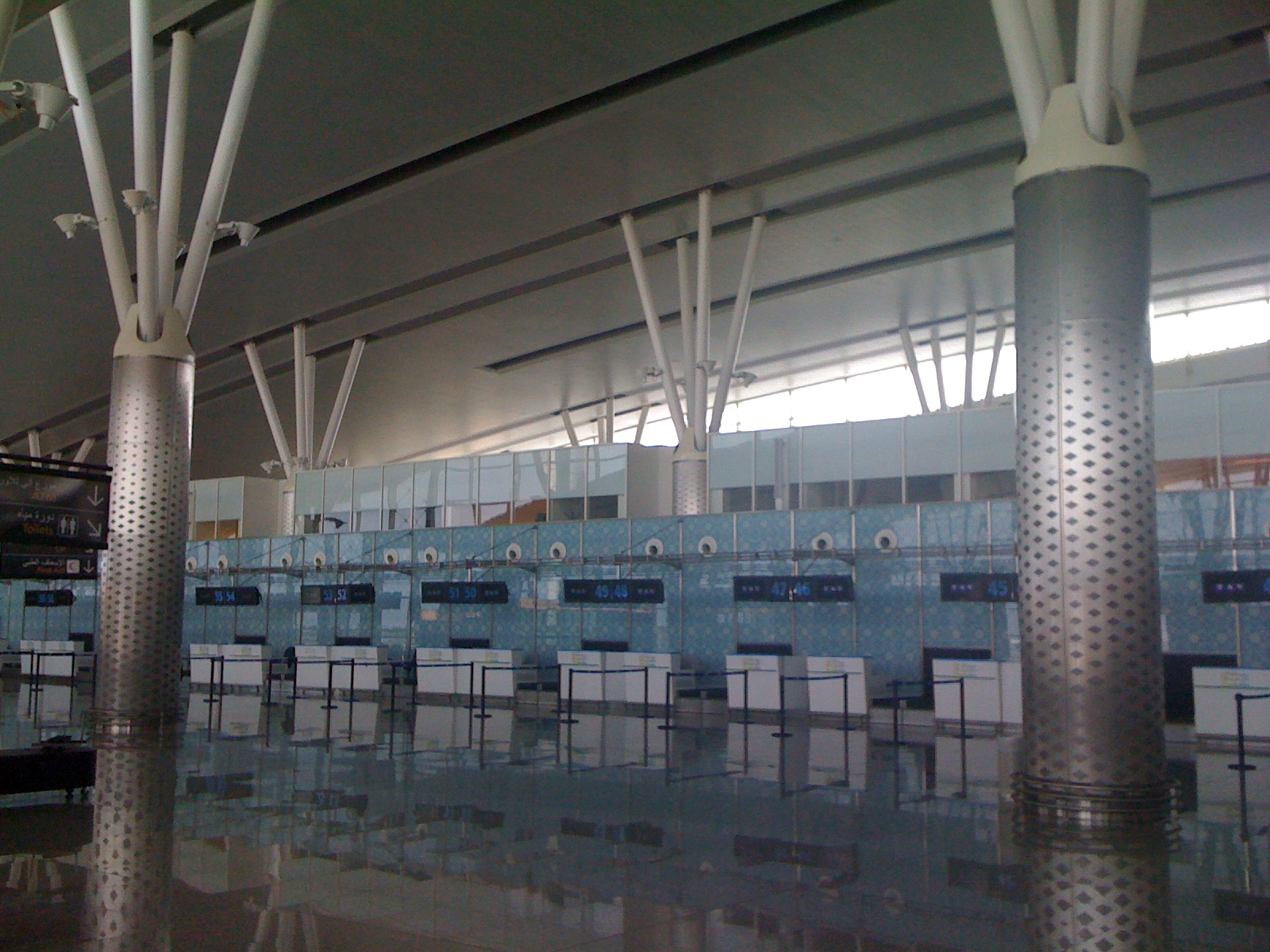
منافذ العبور
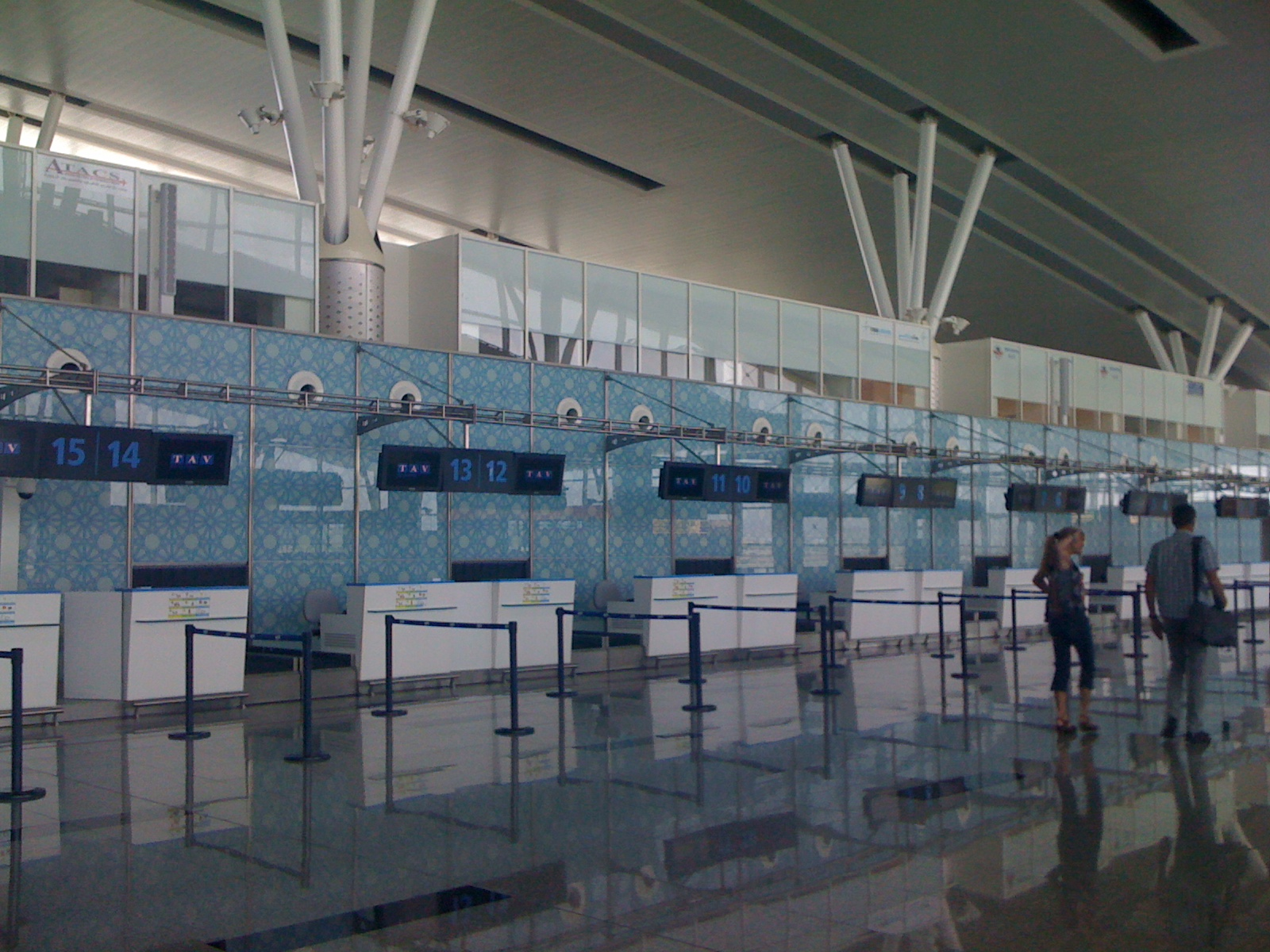
منافذ العبور
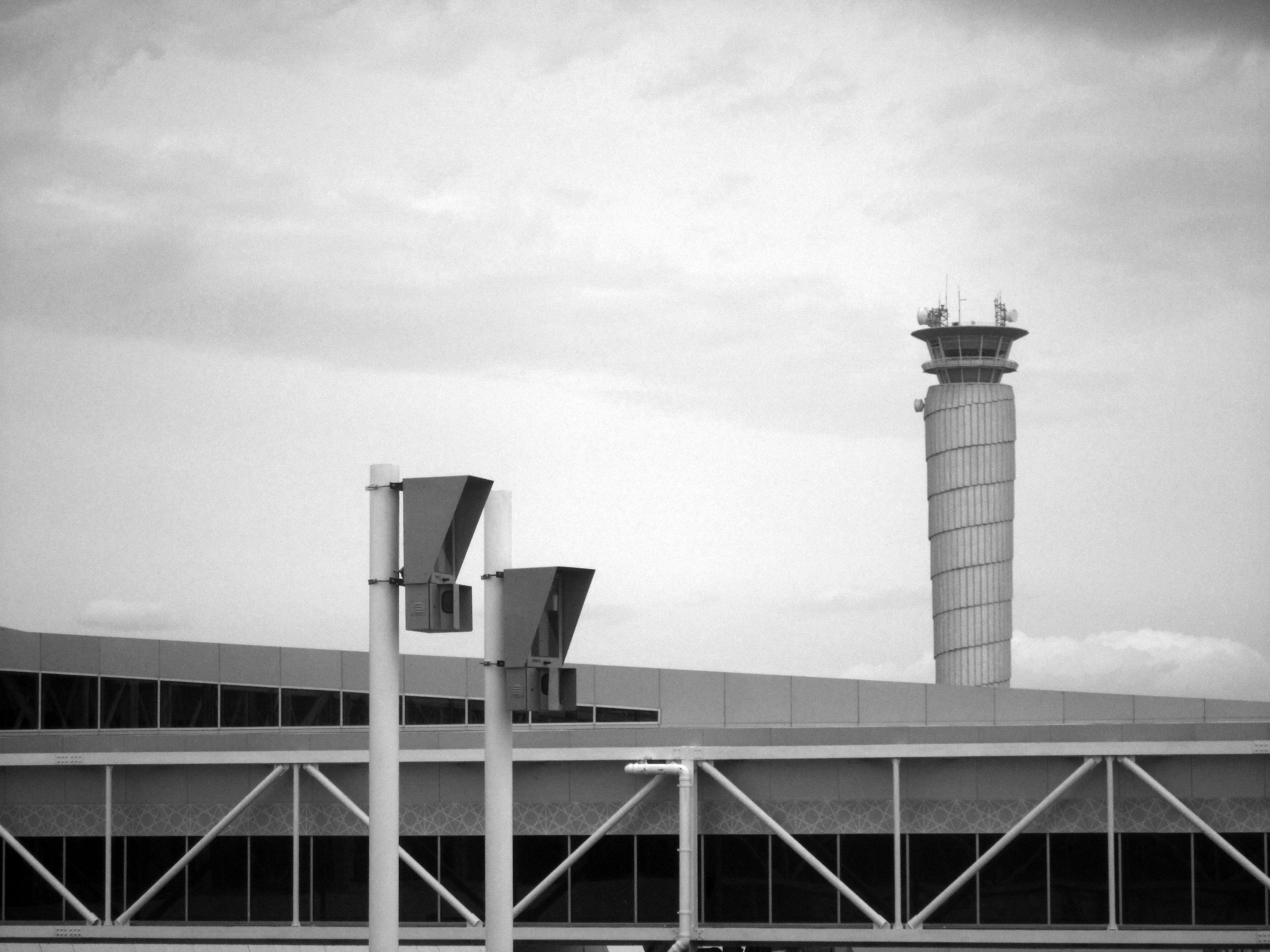
برج المراقبة
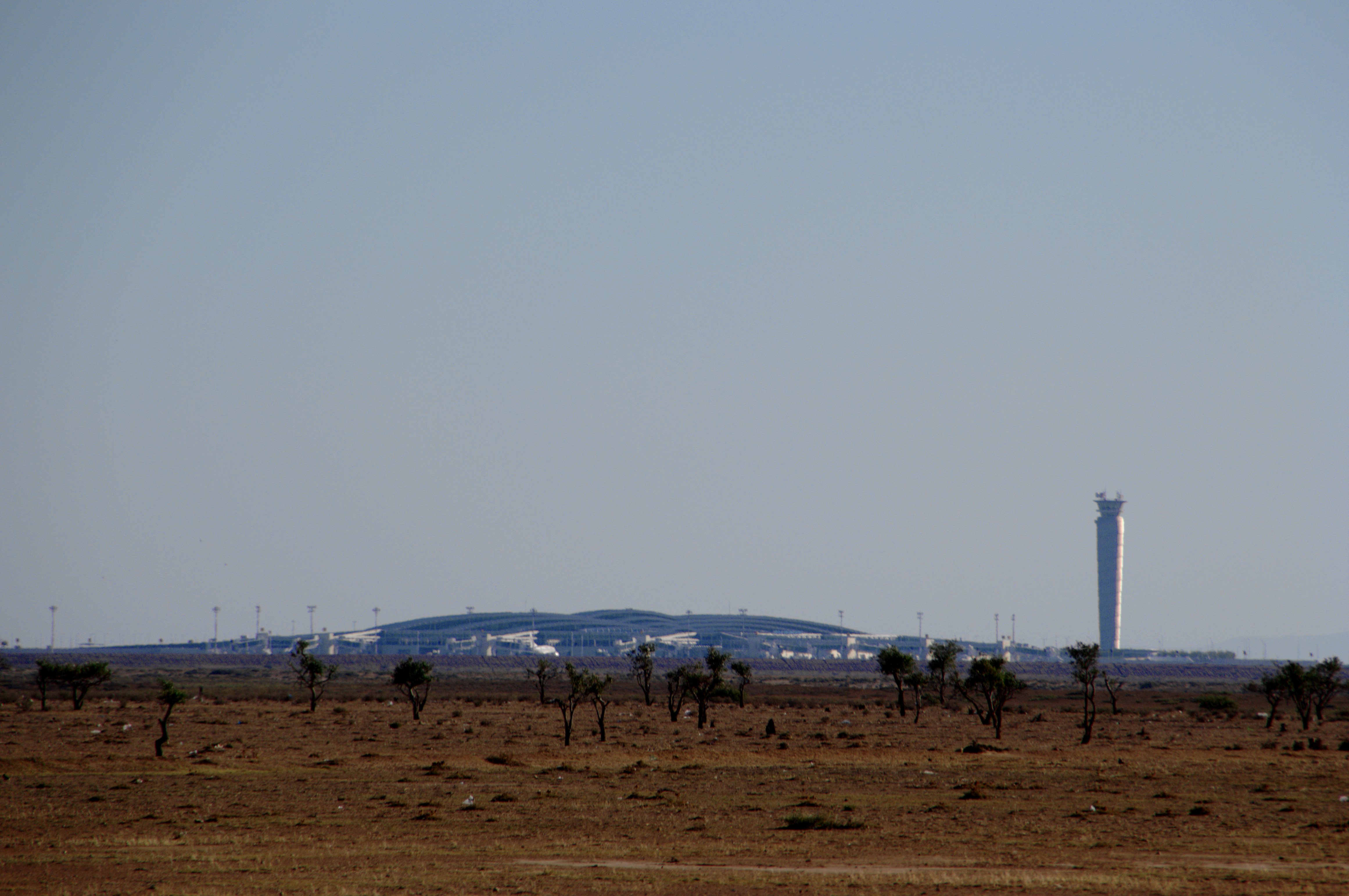
مطار النفيضة في جوان 2013
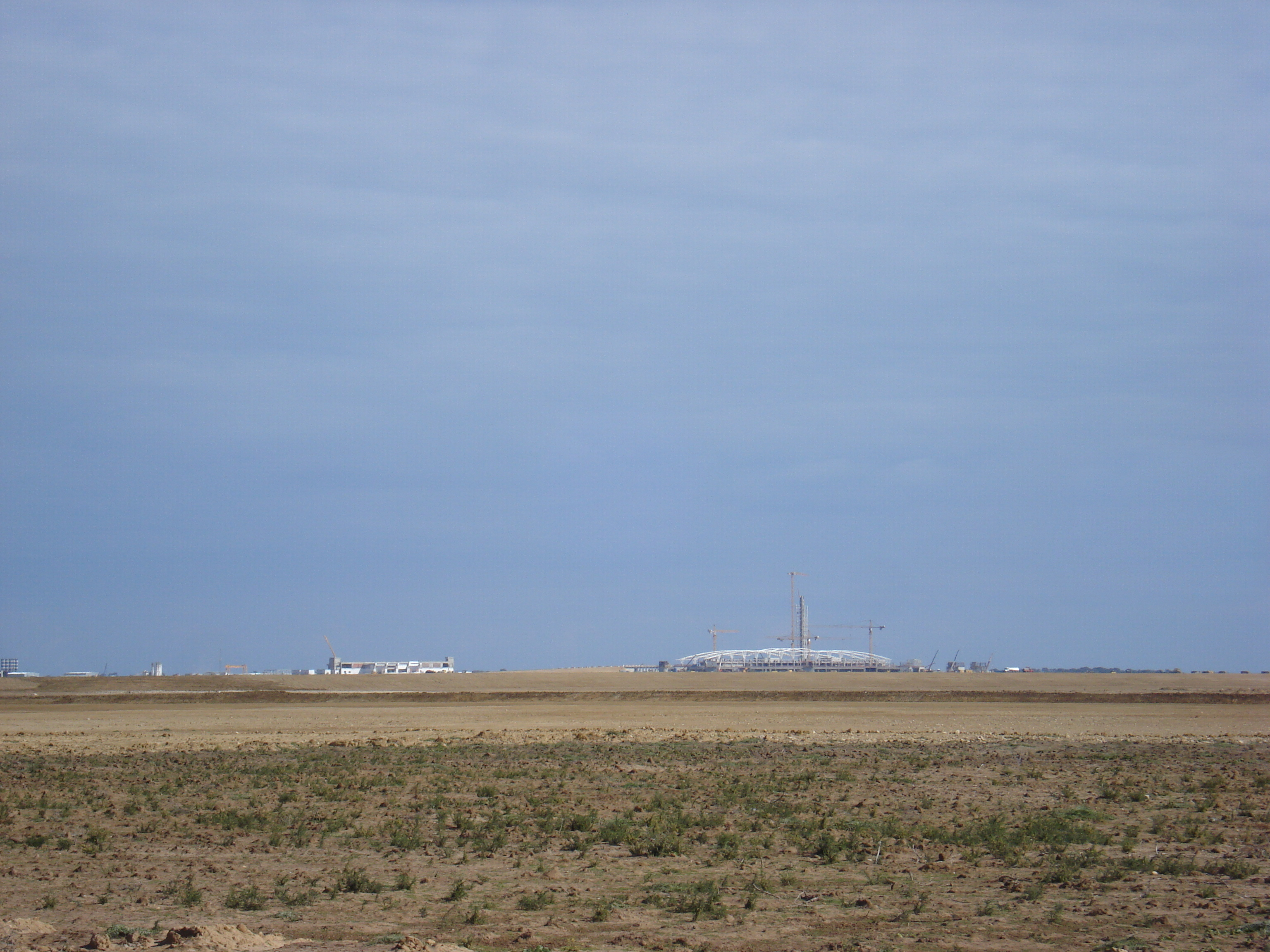
مطار النفيضة تحت الانشاء
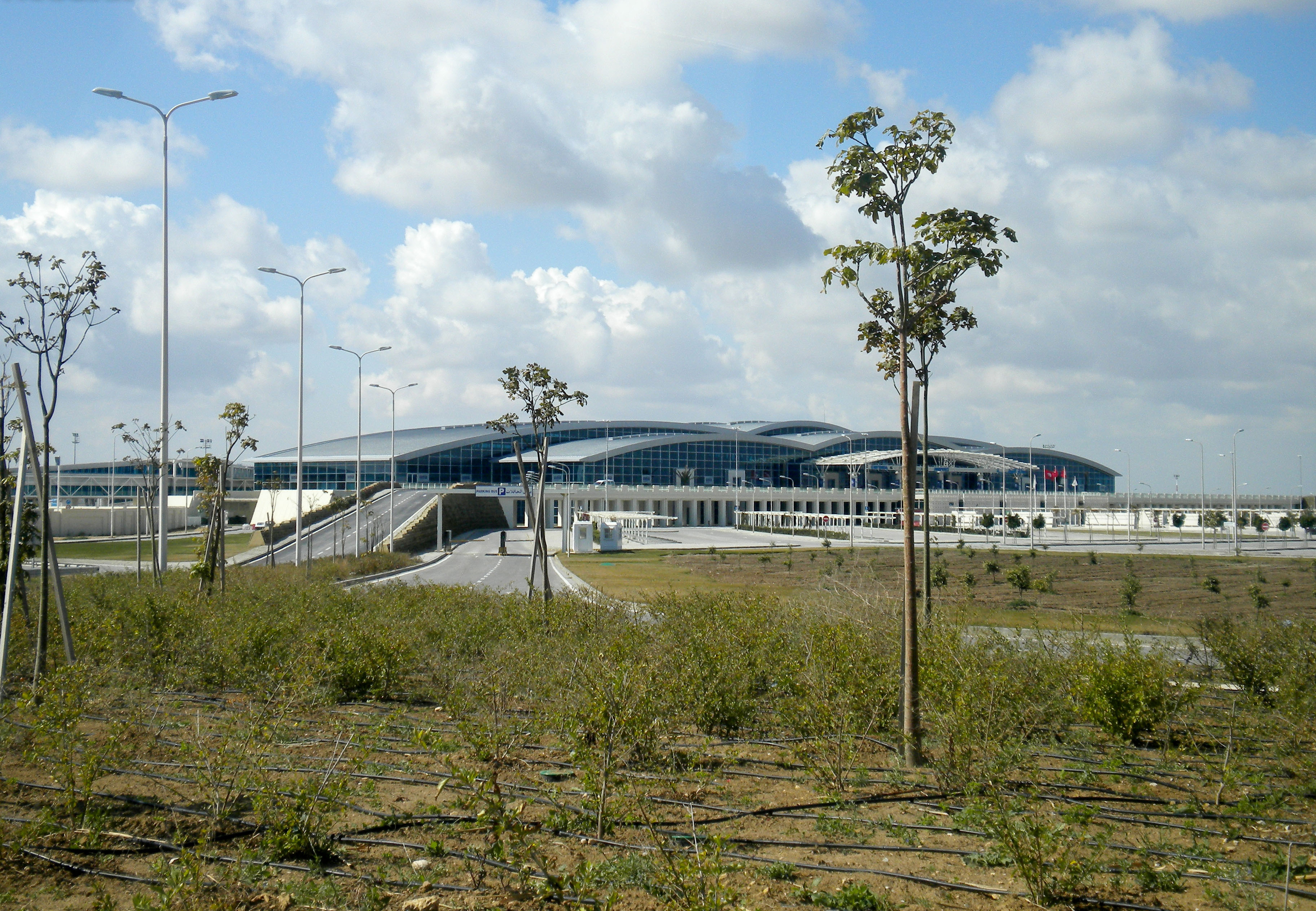
مطار النفيضة

## الوصول
الطريق السيارة رقم 1 التي تربط بين مدينتي تونس وقابس تمر بجانب المطار لذلك هناك طريق حزامي بين الطريق السيارة والمطار. 

الشركات الجهوية للنقل تضع خطوط خاصة بالمطار تربط بينه وبين مراكز مدن النفيضة والحمامات ومطار تونس قرطاج الدولي وبنزرت. مدينة النفيضة بدورها مرتبطة بخطوط سكك حديدية بأكبر مدن الجمهورية. 

سيارات الأجرة السهل التعرف عليها بلونها الأصفر أو الأبيض موجودة في كامل الوقت في المطار والمدن المجاورة.

## مقالات ذات علاقة
- قائمة مطارات تونس

## روابط خارجية
- الموقع الرسمي للمطار.